# Vertigo geyeri
Vertigo geyeri is een op het land levende kleine longslak uit de familie van de Vertiginidae.

## Naam
De soortnaam werd in 1801 gepubliceerd door Wassili Adolfovitch Lindholm als Vertigo geyeri. De soort werd vernoemd naar de Duitse malacoloog David Geyer (1855-1932).

## Galerij

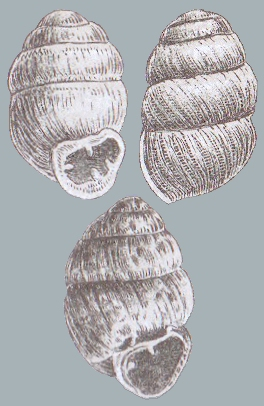